# Harry Potter i la cambra secreta
|  | Aquest article tracta sobre el llibre. Si cerqueu la pel·lícula, vegeu «Harry Potter i la cambra secreta (pel·lícula)». |

Harry Potter i la cambra secreta (títol original en anglès: Harry potter and the Chamber of Secrets), és el segon llibre de la sèrie literària Harry Potter, escrit per l'autora britànica J. K. Rowling el 1998.
La trama segueix el segon any d'en Harry Potter a l'Escola de bruixeria Hogwarts, durant el qual una sèrie de missatges a les parets dels passadissos de l'escola. Aquests els adverteixen que la cambra secreta ha estat oberta i que l'«hereu de Slytherin» matarà tots els alumnes «sang de fang», és a dir, que no provinguin de famílies amb sang màgica. Aquestes amenaces es compleixen amb atacs que deixen els alumnes de l'escola petrificats. Durant tot l'any, en Harry i els seus amics en Ron Weasley i l'Hermione Granger investiguen els atacs. Això porta el protagonista a conèixer més detalls de la història del seu pitjor enemic, lord Voldemort, que havia assassinat els seus pares quan només era un nadó.
El llibre va ser publicat al Regne Unit el 2 de juliol de 1998 per l'editorial Bloomsbury i als Estats Units el 2 de juny de 1999 per Scholastic Inc. L'editorial Empúries en va publicar el mateix any la traducció al català del llibre feta per Laura Escorihuela. Tot i que Rowling va tenir dificultats per acabar la novel·la, aquesta va tenir grans elogis i diversos premis per part dels crítics, els lectors joves i per la indústria del llibre. No obstant això, alguns crítics van opinar que la història potser era massa terrorífica per als nens petits.
Diversos crítics han notat que la identitat personal és un assumpte que es presenta molt a la novel·la, i que aquesta aborda el tema del racisme a través del tractament que es fa als personatges no màgics i als no humans. Altres comentaristes van descriure el diari d'en Tod Rodlel com una advertència contra l'acceptació acrítica d'informació de fonts de les quals no se'n pot comprovar la fiabilitat o les intencions. Al llibre, l'autoritat institucional és descrita com a egoista i incompetent.
El llargmetratge basat en el llibre, estrenat el 2002 i dirigit per Chris Columbus, es va convertir en la tercera pel·lícula a superar els 600 milions de dòlars en vendes de taquilla internacional i va rebre comentaris favorables en general. També va rebre una nominació al Premi Saturn a la categoria de «millor pel·lícula fantàstica». La pel·lícula va ser doblada al català aquell mateix any per l'estudi Sonoblok. Els videojocs, lliurement basats en la novel·la homònima, van ser publicats per a diferents consoles i la majoria van obtenir crítiques favorables.

## Argument
Després del primer curs a Hogwarts, en Harry torna a casa dels seus oncles Vernon i Petúnia Dursley per passar-hi l'estiu. Un dia, a la seva habitació hi apareix en Dobby, un «elf domèstic», que l'adverteix que no ha d'assistir enguany a Hogwarts, ja que «estarà en perill mortal». No obstant això, en Harry no fa cas a les paraules de l'elf. Després d'això, en Ron Weasley, i els seus germans Fred i George arriben a casa seva en un cotxe volador i ajuden en Harry a escapar-se de l'habitació on el tenien tancat els seus oncles. Quan es disposés a travessar la paret per accedir a l'andana 9¾ topen amb la paret i perden el Hogwarts Express. És per això que es veuran obligats a agafar el cotxe volador per anar a l'escola on tindran un accident amb un pi cabralla i això els cosatrà el primer càstig del curs.
Poc després del començament en el seu segon any a Hogwarts, Harry comença a escoltar unes veus a les parets del castell que només ell és capaç de sentir i apareixen missatges a les parets dels passadissos que revelen que la mítica cambra secreta s'ha obert novament i que l'hereu de Slytherin matarà tots els alumnes els pares dels quals no tinguin sang màgica —entre ells, Hermione. Després d'això, diversos habitants de l'escola són trobats petrificats als passadissos. Mentrestant, Harry, Ron, i Hermione descobreixen a Gemma Gemec, el fantasma d'una noia que va ser assassinada l'última ocasió en què la cambra es va obrir, i el cau és el vàter del bany de noies on ella va morir. La Gemma mostra a Harry un diari que porta el nom de «Tod Morvosc Rodlel». Tot i que pàgines estaven en blanc, respon quan en Harry hi escriu. Finalment, el llibre li mostra els fets succeïts a Hogwarts cinquanta anys abans, quan la cambra secreta es va obrir. En Harry pot observar l'alumne Tod Rodlel culpant a en Rubeus Hagrid d'obrir la cambra, quan aquest només tenia tretze anys i s'havia dedicat a cuidar criatures màgiques perilloses com a animals de companyia.
Quatre mesos després, el diari és robat misteriosament i, poc després, l'Hermione pateix la petrificació. No obstant això, en Harry i en Ron descobreixen a la seva mà una nota amb informació sobre el basilisc, un monstre en forma de serp la mirada del qual mata els qui el miren directament als ulls, però només petrifica els qui el miren per mitjà d'una superfície reflectant, com l'aigua o un mirall. Analitzant els fets i la informació registrada tot encaixa. La raó per la qual en Harry era l'únic que podia sentir les veus prèvies als atacs és que ell és capaç de parlar reptilià, la llengua de les serps. A més a més, la serp és l'emblema de Slytherin. A la nota, l'Hermione conclou que aquest monstre viatja a través de les canonades de l'escola. Mentre els atacs continuen, Cornelius Fudge, el conseller d'Afers Màgics, reté en Hagrid i l'envia a Azkaban (una presó per a bruixots) com a precaució. Lucius Malfoy, un antic seguidor de Voldemort que afirma haver-se reformat, anuncia que el consell escolar ha suspès Dumbledore del seu càrrec de director.

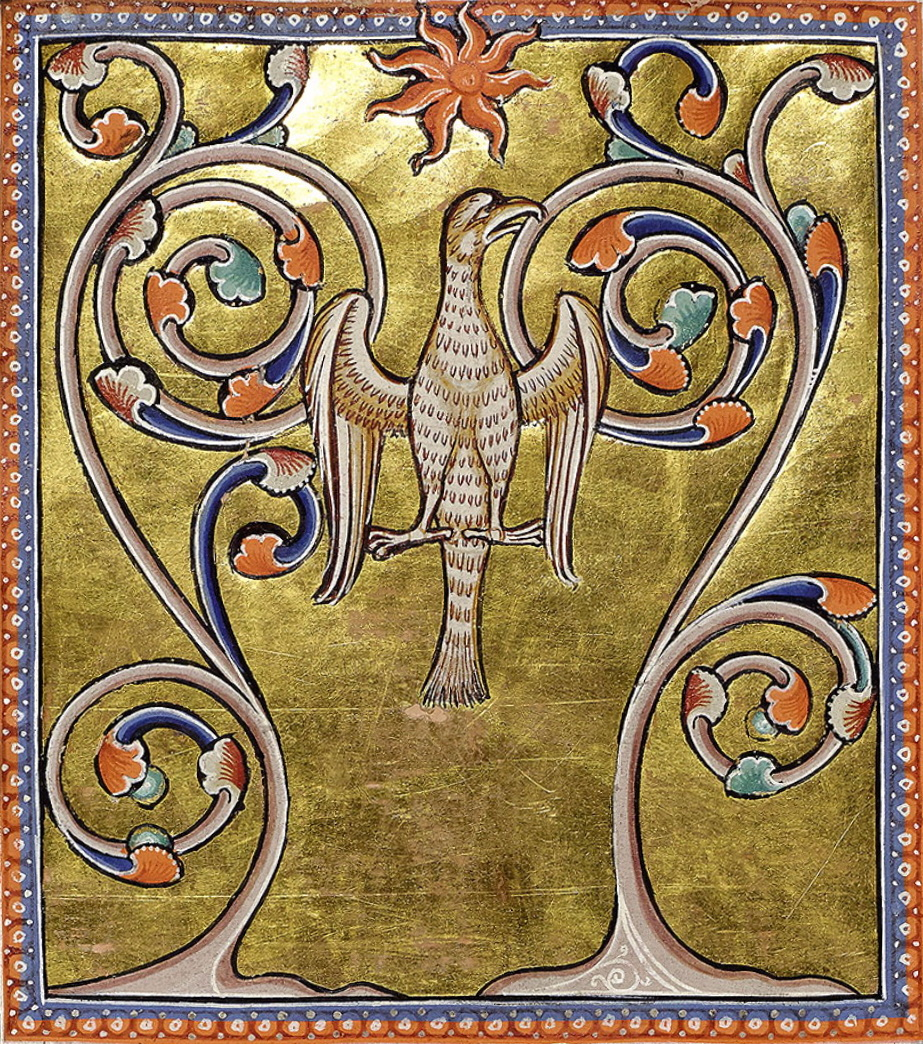
A la novel·la, les llàgrimes d'un fènix contenen propietats curatives.

Després que la germana menor d'en Ron, la Ginny, sigui portada a la cambra, el personal de l'escola insisteix que el professor de Defensa contra les Forces del Mal, Gilbert Decors, ha de controlar la situació. Tot i això, quan en Harry i en Ron entren a la seva oficina per dir-li que han descobert alguna cosa sobre el basilisc, Decors els revela que tota la seva popularitat és un frau i els confessa que s'ha aprofitat dels triomfs dels altres. Després d'això, els amenaça d'esborrar-los la memòria. Després de desarmar en Decors perquè no els esborri la memòria, el dirigeixen cap al bany de Gemma Gemec, on en Harry descobreix una entrada que els dirigeix a la cambra secreta. Ja dins de les clavegueres de l'escola, Decors agafa la vareta màgica de Ron i intenta de nou esborrar la memòria dels nois, però la vareta de Ron havia estat malmesa en l'accident amb el pi cabralla, per la qual cosa l'encanteri falla. Com a resultat, Decors pateix una amnèsia total, una part del túnel és destruïda i Harry queda separat d'en Ron i en Decors.
Mentre en Ron intenta fer un túnel a través de la runa, en Harry entra a la cambra secreta, on la Ginny es troba desmaiada al costat del diari. Mentre en Harry l'examina, en Tod Rodlel apareix, amb el mateix rostre i cos que Harry havia vist al diari, i explica que és una memòria emmagatzemada al diari. La Ginny va escriure-hi explicant les seves esperances i pors d'adolescència i Rodlel es va guanyar la seva confiança, posseint-la i utilitzant-la per poder obrir la cambra. En Rodlel també els revela que ell és en Voldemort d'adolescent. Més tard els confessa que quan la Ginny va descobrir que ella era la responsable dels atacs succeïts a l'escola, va intentar llançar el diari al lavabo, la qual cosa explica com el va trobar en Harry. En Rodlel allibera el basilisc per matar en Harry. Llavors, l'animal de companyia d'en Dumbledore, el fènix Fawkes, porta a en Harry el Barret que Tria. Dins del barret hi apareix una magnífica espasa, que pertanyia al fundador de la residència Gryffindor. Harry fa servir l'espasa per matar el basilisc, però al mateix moment ha estat mossegat per un dels seus ullals verinosos. El fènix Fawkes plora i amb les seves llàgrimes guareix la ferida d'en Harry. Finalment, en Harry apunyala el diari amb un dels ullals arrencats del basilisc, en Rodlel crida i desapareix. Després que la Ginny es desperti, Fawkes els porta tots quatre fora del túnel.
En Harry explica la història sencera a en Dumbledore, que ha tornat a ocupar el càrrec de director. Aquest desestima l'amenaça d'expulsar-los per incomplir més de cent normes de l'escola i els lliura premis especials pels seus serveis a l'escola. Quan en Harry li esmenta les seves pors —relatives a les semblanses amb Tod Rodlel— i Dumbledore li respon que va ser el mateix Harry qui va escollir la residència de Gryffindor i que només un veritable membre d'aquesta casa podria haver utilitzat l'espasa de Nícanor Gryffindor («Goldric Gryffindor» en la versió original) per matar el basilisc. En Lucius Malfoy es posa furiós i en Harry l'acusa d'haver col·locat el diari en un dels llibres de Ginny mentre tots els alumnes compraven els seus llibres escolars a la ronda d'Alla abans de començar el curs, però no en tenen proves. Finalment, totes les víctimes de petrificació causada pel basilisc són reviscudes per una poció de mandràgora, la preparació de la qual va trigar diversos mesos.

## Personatges principals
- Harry Potter és el protagonista de la novel·la, que es va fer famós al primer llibre per haver sobreviscut a l'atac de lord Voldemort quan era nadó. A La cambra secreta es revela que Harry és capaç de parlar reptilià, una llengua que serveix per comunicar-se amb les serps, sent una de les molt poques persones que poden parlar-la, com Sírpentin Slytherin («Salazar Slytherin» en la versió original). Donat que moltes persones comencen a conèixer aquesta capacitat de Harry, comencen a sospitar que ell podria ser l'hereu de Slytherin i el culpable de la petrificació. Harry és qui mata el basilisc de la cambra secreta on salva Ginny Weasley.
- Ron Weasley és el millor amic de Harry i Hermione. Després de passar tot l'estiu sense tenir notícies d'en Harry i sentir que en Harry està castigat per un problema màgic a casa seva (causat en realitat per Dobby), el rescata amb els seus germans arribant en un Ford Anglia volador. Com que, misteriosament, ni ell ni en Harry poden creuar la paret de l'andana 9¾ per agafar el tren i assistir al primer dia del nou curs escolar, viatgen amb l'automòbil volador cap a l'escola. Quan arriben cauen a prop del pi cabralla, un arbre màgic que destrossa el cotxe i fa que es trenqui la vareta màgica d'en Ron, això farà que tingui problemes durant tot l'any per fer sortilegis amb la vareta.
- Hermione Granger és una de les tres protagonistes i la millor amiga d'en Harry. És una nena intel·ligent que posseeix coneixements abundants sobre la màgia i que impedeix que els seus amics Ron i Harry es posin en conflictes. Descobreix qui és el veritable hereu de Slytherin i com s'han petrificat alguns alumnes de l'escola; no obstant això, quan vol comunicar aquesta informació als vostres amics, queda petrificada. Quan en Harry i en Ron la visiten a la infermeria, descobreixen que sosté a la mà la informació que mostrava la realitat de l'hereu i de la petrificació.
- Lord Voldemort, el nom real del qual és Tod Rodlel («Tom Riddle» en l'edició original), és el pitjor enemic de Harry. El seu diari és trobat per en Harry que descobreix que Voldemort és el veritable descendent de Sírpentin Slytherin i va ser qui va obrir la cambra dels secrets cinquanta anys enrere. Al clímax de la història, s'enfronta a Harry a la cambra. Per destruir el seu diari, en Harry hi clava un ullal del basilisc enverinat.
- Rubeus Hagrid és un semigegant, guardià de les claus i terrenys de Hogwarts. Al principi, Harry dedueix que ell va ser qui va obrir per primera vegada la cambra secreta, atès que va ser expulsat de Hogwarts durant aquest any i després de la visió que li mostra Tod Rodlel a través del seu diari. No obstant això, més endavant, es descobreix que va ser el mateix Tod Rodlel en realitat. Tanmateix, aquest últim en va culpar en Hagrid, per posseir l'aranya Aragog dins del col·legi. Quan s'obre novament la cambra, en Hagrid és novament culpat i enviat a la presó d'Azkaban, encara que després és reconegut com a innocent.
- Albus Dumbledore és el director del col·legi, el fènix del qual (Fawkes) salva en Harry de la mort amb les seves llàgrimes. Així mateix, Dumbledore envia a en Harry el Barret que Tria, del qual sortirà l'espasa de Gryffindor perquè lluiti amb el basilisc. Lucius Malfoy provoca que Dumbledore vagi a Azkaban per, segons ell, no tenir cura de l'escola. Després torna al seu càrrec com a director per tenir una llarga conversa amb en Harry.

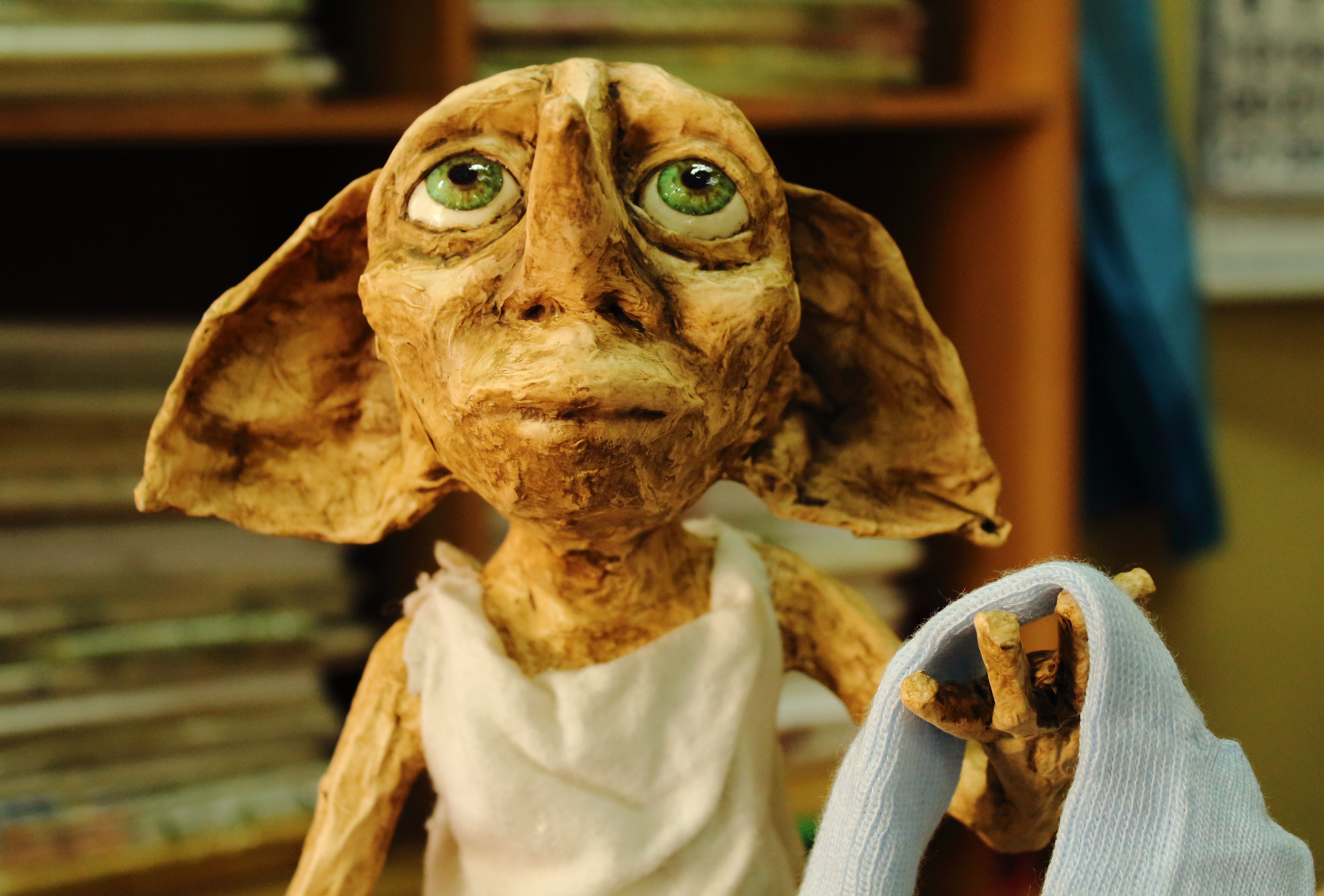
El personatge de Dobby

- El personatge de DobbyDobby és un elf domèstic que adverteix a en Harry el començament de la novel·la que no ha de tornar a Hogwarts. Com que Harry s'hi nega, en Dobby segella la plataforma 9¾ perquè no pugui pujar al tren que el porta a l'escola. Serveix per a la família Malfoy, però no és fins al final de la novel·la que es descobreix. En Dobby té una ment molt diferent de la dels altres elfs: vol ser lliure i l'única manera d'alliberar un elf domèstic és regalant-li una peça de roba. Cap al final, en Harry li dona un mitjó que col·loca al diari que Lucius Malfoy dona a en Dobby perquè l'aguanti i això en Harry aconsegueix que l'alliberi.
- Gilbert Decors («Gilderoy Lockhart» en l'edició original) és el professor que imparteix la matèria Defensa contra les Forces del Mal, l'assignatura que ensenyava el professor Quirrel un any abans. Presumit i orgullós, es va fer el famós robant els triomfs d'altres bruixots importants. En Harry i en Ron l'obliguen que els acompanyi a la cambra, ja que Decors els va mentir dient que n'havia trobat l'entrada. Intenta esborrar la memòria dels nois amb la vareta d'en Ron per salvar la Ginny ell sol, però com que la vareta estava trencada l'encanteri li rebota cap a ell mateix.
- Gemma Gemec («Moaning Myrtle» en l'edició original) és una fantasma que viu en un vàter del lavabo de les noies. Ella és la raó per la qual moltes noies no entren al bany, ja que té un caràcter estrany. La seva història està molt relacionada amb la cambra perquè va ser qui va morir al bany de les noies en haver vist el basilisc la primera ocasió que la cambra es va obrir. És amb aquesta informació amb què els protagonistes descobreixen el perquè de la petrificació.

## Història del llibre

### Desenvolupament

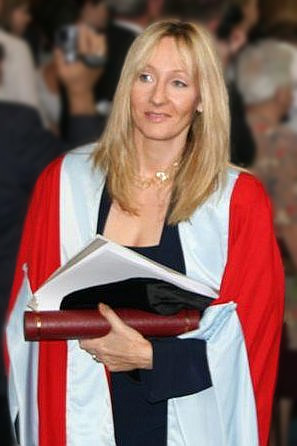
J. K. Rowling és l'autora de la sèrie literària.

A Rowling li va costa acabar d'escriure Harry Potter i la cambra secreta, ja que temia que el llibre no aconseguís complir les expectatives despertades després de Harry Potter i la pedra filosofal. Després d'haver lliurat el manuscrit a Bloomsbury dins del termini previst, el va tornar a prendre per revisar-lo una mica més durant al voltant de sis setmanes.
En els primers esborranys del llibre, el fantasma Nick De-poc-sense-cap cantava una cançó composta per si mateix que explicava la condició en què es trobava i les circumstàncies de la seva mort. Aquesta secció va ser eliminada de la novel·la pel fet que a l'editor del llibre no li va interessar el poema, que va ser publicat posteriorment com un extra al lloc web oficial de l'autora. La part dels antecedents familiars de Dean Thomas ser eliminada perquè Rowling i els seus editors la van considerar una «interrupció innecessària», i va considerar que el viatge de descobriment de Neville Longbottom era «més important per a l'argument central».

### Publicació
Harry Potter i la cambra secreta va ser publicat al Regne Unit el 2 de juliol de 1998 i als Estats Units el 2 de juny de 1999. Immediatament, va ocupar el primer lloc a la llista de best-sellers del Regne Unit i va desplaçar a obres d'altres autors populars, com John Grisham, Tom Clancy i Terry Pratchett. Així, Rowling es va convertir la primera escriptora que guanyava el British Book Awards Children's Book durant dos anys consecutius. El juny de 1999, encapçalava tres llistes de best-seller als Estats Units, inclosa la publicada pel diari The New York Times.
Les primeres impressions de l'edició van tenir diverses errades, que van ser arreglades en reimpressions posteriors. Inicialment, Dumbledore deia que Voldemort un avantpassat de Sírpentin Slytherin, en lloc del seu descendent. El llibre de Gilbert Decors sobre homes llop és titulat Weekends with Werewolves(«Cap de setmana amb Llops») en principi i Wanderings with Werewolves («Passejades amb llops») en les següents edicions. El títol es va traduir al català com a Un dia d'autoestop amb un home llop, per tal de mantenir la rima de la versió original.
Mary Stuart va opinar que el conflicte final amb Tod Rodlel a la cambra va ser gairebé tan aterridor com alguna obra de Stephen King i, probablement, molt fort per a nens petits o tímids. Va comentar que «hi ha prou sorpreses i detalls imaginatius que normalment omplirien una mica menys de cinc llibres». Igual que altres crítics, va opinar que el llibre podria donar plaer tant a lectors nens com a lectors adults. D'acord amb Philip Nel, les primeres crítiques van donar complets elogis, mentre que les següents van incloure diversos qüestionaments, encara que segueixen concordant que el llibre va ser sorprenent.

## Recepció

### Resposta de la crítica
Al diari The Times, Deborah Loudon va descriure La cambra secreta com un llibre per a nens que podria «rellegir-se a l'adultesa» i va destacar la seva «trama sòlida, personatges meravellosos, acudits excel·lents i un missatge moral que flueix naturalment a partir de l'argument». En aquesta línia, l'escriptor Charles de Lint va considerar que el segon llibre de Harry Potter va ser tan bo com Harry Potter i la pedra filosofal, un èxit poc habitual en les sèries literàries. Thomas Wagner va considerar la trama és molt semblant a la del primer llibre i que es basa en la recerca d'un secret ocult a l'escola. Tot i això, valora positivament la paròdia de les celebritats amb els admiradors fanàtics que envoltaven Gilbert Decors i també va aprovar el tractament del tema del racisme del llibre. Tammy Nezol va notar que el llibre és més inquietant que el seu predecessor, sobretot pel comportament precipitat d'en Harry i els seus amics després que Harry retingués informació a Dumbledore, i pel comportament humà de les mandràgores que s'utilitzaven per fer una poció que cura la petrificació. A més, també va considerar la història del segon llibre era més agradable que la del primer.

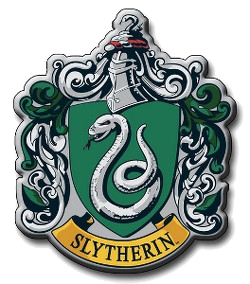
Escut d'armes de la residència Slytherin que deu el seu nom a Sírpentin Slytherin. Aquest pren més importància en la novel·la, ja que té una relació estreta amb la cambra secreta.

Mary Stuart va opinar que el conflicte final amb Tod Rodlel a la cambra va ser gairebé tan aterridor com alguna obra de Stephen King i, probablement, molt fort per a nens petits o tímids. Va comentar que «hi ha prou sorpreses i detalls imaginatius que normalment omplirien una mica menys de cinc llibres». Igual que altres crítics, va opinar que el llibre podria donar plaer tant a lectors nens com a lectors adults.
Després que els set llibres de la sèrie fossin publicats, Graeme Davis va dir que Harry Potter i la cambra secreta va ser la novel·la més feble de la sèrie i va considerar que l'estructura de l'argument és gairebé la mateixa que la de La pedra filosofal. Va descriure l'aparició de Fawkes per armar a Harry i després per curar-lo com un deus ex machina: el llibre no explica com Fawkes va saber on es trobava Harry; la mesura de temps de Fawkes havia d'haver estat molt precisa, ja que si hagués arribat abans, probablement hagués impedit la batalla amb el basilisc, mentre que si hagués arribat després hagués estat fatal per a en Harry i la Ginny.
Dave Kopel va descriure el clímax de la novel·la on Harry salva Ginny del diari de Rodlel i del basilisc com un viatge del pelegrí per a una nova audiència: «Harry baixa a un profund submón, s'enfronta a dos malvats (Voldemort i una serp gegant), se salva de la mort per la seva fe amb Dumbledore (el Déu amb barba, el Pare/Ancià dels dies), rescata la verge (Ginerva [sic] Weasley), i aconsegueix el triomf».

### Premis i guardons
El segon llibre de Rowling va obtenir com a resultat diversos premis. La novel·la va figurar a la llista de l'Associació Nord-americana de Llibres de «2.000 llibres excel·lents per a nens», així com a la seva llista de «Millors llibres per a joves adults». El 1999, Booklist va considerar Harry Potter i la cambra secreta com una de les seves «Opcions dels editors» i la va col·locar a dins de la seva llista de les deu millors «novel·les fantàstiques per a menors». El CCBC de la Universitat de Wisconsin la va seleccionar el 2000 a la categoria de «ficció per a nens». La novel·la també va guanyar el Children's Book of the Year British Book Award, i va ser preseleccionada per al premi de 1998 Guardian Children's Award i per al Carnegie Award.
Harry Potter i la cambra secreta va guanyar la medalla d'or del premi Nestlé Smarties Book Prize del 1998 com la millor novel·la per a nens de la categoria de nou a onze anys. Rowling va guanyar també dos premis més Nestlé Smarties Book Prizes per Harry Potter i la pedra filosofal i Harry Potter i el pres d'Azkaban. El Consell escocès d'arts va atorgar el seu primer Children's Book Award a la novel·la el 1999, i també va rebre el premi Whitaker's Platinum Book Award el 2001.

## Temes
Harry Potter i la cambra secreta continua l'anàlisi de la personalitat d'un personatge que va començar al primer llibre. En aquesta segona entrega de la sèrie, la identitat d'en Harry es presenta novament determinada per les seves pròpies decisions i no per aspectes que li vinguin de naixement. A més, tal com planteja Tammy Nezol, Harry Potter i la cambra secreta mostra personatges desiguals que tracten d'amagar les seves veritables personalitats, com en Gilbert Decors a qui manca qualsevol tipus d'identitat perquè no és més que un mentider amb una bona aparença. Tod Rodlel també complica l'esforç d'en Harry per entendre's a si mateix assenyalant les similituds entre tots dos: «tots dos sang de fang, orfes criats per muggles, probablement les úniques persones reptilingüe a Hogwarts des del suprem Slytherin».
La lluita de classe, els prejudicis i el racisme són temes constants en la sèrie. A Harry Potter i la cambra secreta el respecte i la consideració de Harry cap als altres s'estén cap a l'humil Dobby o el fantasma Nick De-poc-sense-cap, encara que cap dels dos no siguin humans. D'acord amb Marguerite Krause, a la novel·la, els èxits depenen més de l'enginy i del treball dur que dels talents naturals.
Edward Duffy, professor associat de la Universitat Marquette, diu que un dels personatges principals de La cambra secreta és un llibre: el diari encantat de Rodlel que s'apodera de Ginny Weasley, tal com aquest havia planejat. Duffy indica que Rowling va intentar que fos una advertència contra el consum passiu d'informació dels mitjans de comunicació. Encara que Bronwyn Williams i Amy Zenger van remarcar que el diari era més aviat com un sistema de missatgeria instantània o sala de xat, estan d'acord en els perills de confiar massa en la paraula escrita, que pot camuflar l'autor, i en destaquen un exemple còmic, l'auto-promoció de llibres de Decors.
La immoralitat i la valoració negativa de l'autoritat són temes significatius a la novel·la. Marguerite Krause exposa que hi ha poques regles morals absolutes al món de Harry Potter. Per exemple, en Harry prefereix dir la veritat, però menteix quan ho considera necessari, igual que el seu arxienemic Draco Malfoy. Al final de Harry Potter i la cambra secreta, Dumbledore promet castigar en Harry, en Ron, i l'Hermione si tornen a trencar més normes de l'escola —la Professora McGonagall estima que n'han incomplert més de cent— però després, molt noblement els recompensa per haver posat fi a l'amenaça de la cambra secreta. Més endavant, Krause assenyala que les figures autoritàries i les institucions polítiques reben molt poc respecte per part de Rowling. William MacNeil de la Universitat Griffith de Queensland (Austràlia) diu que la Conselleria d'Afers Màgins és presentat com a mediocre. En el seu article «Harry Potter and the Secular City» («Harry Potter i la ciutat secular»), Ken Jacobson suggereix que la Conselleria en conjunt es descriu com un embolic burocràtic i diu que «els funcionaris de la conselleria s'ocupen de coses nimis (per exemple, l'estandardització dels gruixos dels calders i monedes) i empren eufemismes políticament correctes com a "comunitat no màgica" (per als muggles) i "modificació de memòria" (per al rentat de cervell màgic)».
Aquesta novel·la sembla començar l'any 1992, ja que el pastís de la festa d'aniversari de mort número 500 de Nick De-poc-sense-cap porta gravades les lletres «Sir Nicholas de Mimsy-Porpington mort el 31 d’octubre de 1492».

## Connexió ambHarry Potter i el misteri del príncep
La cambra secreta té relació amb el sisè llibre de la sèrie, Harry Potter i el misteri del príncep (en anglès Harry Potter and the Half-Blood Prince). De fet, The Half-Blood Prince («El príncep mestís») era el títol original de La cambra secreta, ja que Rowling diu que originalment va intentar presentar algunes «peces crucials d'informació» al segon llibre, però finalment va decidir que «el lloc adequat per a aquesta informació era el llibre número sis». Alguns objectes que tenen un paper important a El misteri del príncep van aparèixer per primera vegada a La cambra secreta: la mà de la Glòria i el collaret d'òpals que estan en venda a Borgin i Burkes; l'armari volatilitzador de Hogwarts que és malmès per en Peeves; i el diari de Tod Rodlel, que després és descrit com un Horricreu.

## Adaptacions

### Pel·lícula

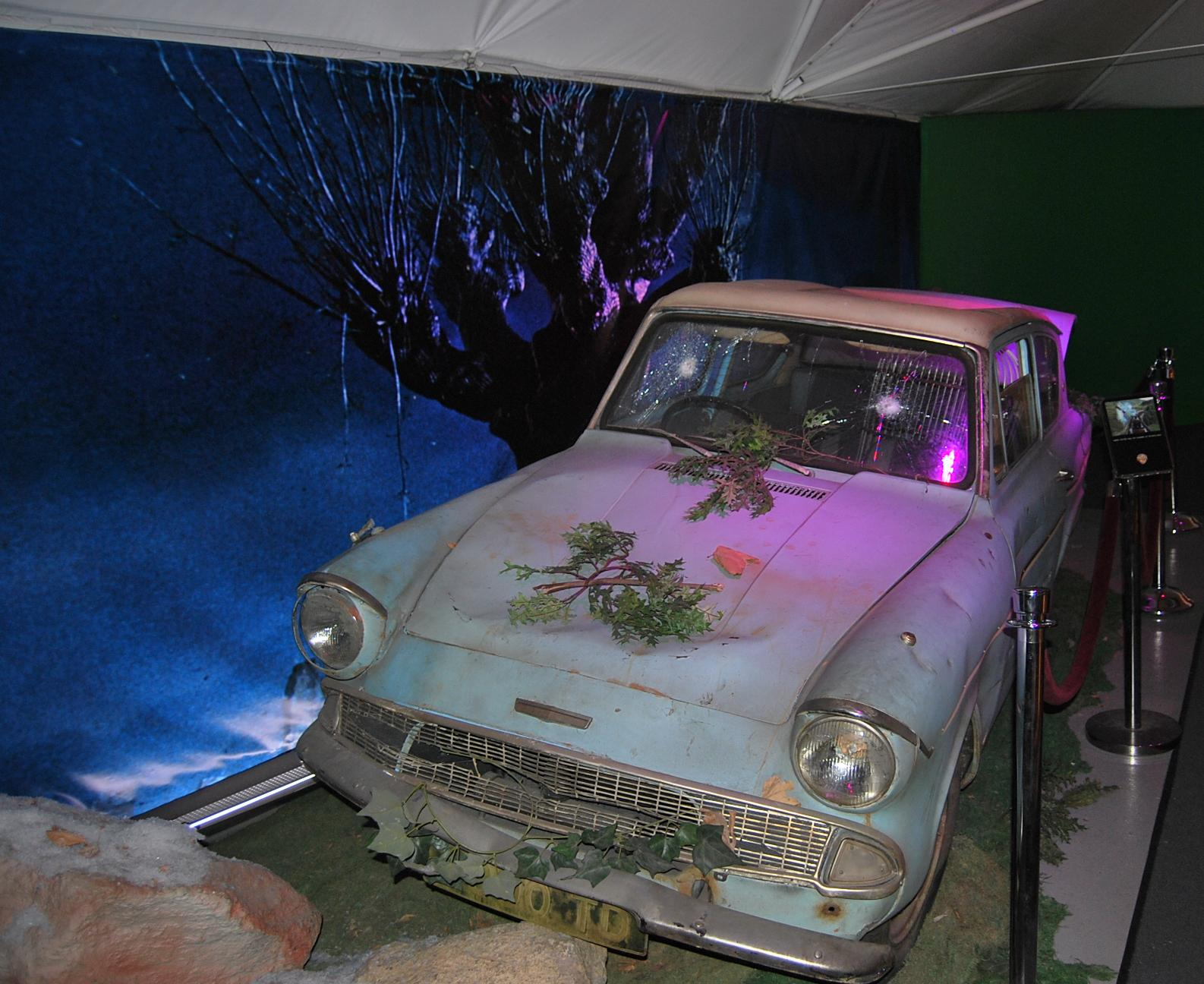
Automòbil Ford Anglia que es va utilitzar a la pel·lícula per representar el cotxe volador.

La versió cinematogràfica de La cambra secreta es va estrenar el 15 de novembre de 2002. Com en la primera pel·lícula, la direcció de la pel·lícula va ser a càrrec de Chris Columbus, la producció la va realitzar David Heyman i el guió va ser escrit per Steve Kloves. La producció va començar el 19 de novembre de 2001, tan sols tres dies després que s'estrenés la pel·lícula Harry Potter i la pedra filosofal, i va culminar a l'estiu de 2002. Els actors que havien interpretat els papers principals a la primera pel·lícula ho van fer novament a la segona entrefa. A aquests s'hi van afegir, Kenneth Branagh, Christian Coulson, Mark Williams i Toby Jones per interpretar els nous personatges que exigia el guió de la cinta. En total, el film va recaptar 878,6 milions de dòlars, per la qual cosa es va convertir en la tercera pel·lícula a superar els 600 milions de dòlars en ingressos de taquilla internacional, precedida per Titanic, estrenada el 1997, i per Harry Potter i la pedra filosofal, estrenada el 2001. La pel·lícula va ser nominada al premi Saturn en la categoria de «millor pel·lícula fantàstica». No obstant això, El Senyor dels Anells: les dues torres va ser la guanyadora del premi. Segons Metacritic, la versió cinematogràfica va rebre «crítiques generalment favorables» amb una puntuació mitjana de 6,3, mentre que, Rotten Tomatoes li va donar una puntuació de 8,2. La pel·lícula va ser doblada al català aquell mateix any per l'estudi Sonoblok; sota la direcció de Quim Roca i la traducció de Lluís Comes.

### Videojoc
Els videojocs, basats lliurement en la novel·la, van ser llançats el 2002. La majoria d'aquests van ser distribuïts per la companyia Electronic Arts, però van ser produïts per diferents empreses. El van desenvolupar Eurocom per a les consoles PlayStation 2, Xbox, GameCube i Game Boy Advance. Al mateix temps, va ser desenvolupat per Amaze Entertainment per als sistemes PC, Mac i Game Boy Color. La banda sonora del joc, creada per Jeremy Soule, va ser premiada amb el premi BAFTA a la categoria de «millor banda sonora d'un videojoc».
A continuació es llisten els videojocs amb la seva respectiva consola i puntuació per part de Metacritic:
| Distribuïdor    | Any  | Consola          | Tipus                      | Puntuació de Metacritic |
| --------------- | ---- | ---------------- | -------------------------- | ----------------------- |
| Electronic Arts | 2002 | MS Windows       | Joc de rol                 | 77%                     |
| Aspyr           | 2002 | Mac              | Joc de rol                 | (no disponible)         |
| Electronic Arts | 2002 | Game Boy Color   | Joc de rol                 | (no disponible)         |
| Electronic Arts | 2002 | Game Boy Advance | Joc d'aventura-endevinalla | 76%                     |
| Electronic Arts | 2002 | GameCube         | Acció-aventura             | 77%                     |
| Electronic Arts | 2002 | PlayStation      | Joc de rol                 | (no disponible)         |
| Electronic Arts | 2002 | PlayStation 2    | Acció-aventura             | 71%                     |
| Electronic Arts | 2002 | Xbox             | Acció-aventura             | 77%                     |